# N-アシルグルコサミン-6-リン酸 2-エピメラーゼ
N-アシルグルコサミン-6-リン酸 2-エピメラーゼ(N-acylglucosamine-6-phosphate 2-epimerase、EC 5.1.3.9)は、以下の化学反応を触媒する酵素である。
N-アシル-D-グルコサミン-6-リン酸{\displaystyle \rightleftharpoons }N-アシル-D-マンノサミン-6-リン酸
従って、この酵素の基質はN-アシル-D-グルコサミン-6-リン酸のみ、生成物はN-アシル-D-マンノサミン-6-リン酸のみである。
この酵素は異性化酵素、特に炭水化物及びその誘導体に作用するラセマーゼ、エピメラーゼに分類される。系統名は、N-アシル-D-グルコサミン-6-リン酸 2-エピメラーゼ(N-acyl-D-glucosamine-6-phosphate 2-epimerase)である。この酵素は、アミノ糖の代謝に関与する。

## 構造
2007年末時点で、2つの構造が解明されている。蛋白質構造データバンクのコードは、1Y0Eと1YXYである。